# Gennadij Ivanovič Janaev
Gennadij Ivanovič Janaev (in russo Геннадий Иванович Янаев?; Perezov, 26 agosto 1937 – Mosca, 24 settembre 2010) è stato un politico sovietico e dal 1991 russo.

## Biografia
Janaev operò nel comitato regionale del Komsomol dell'oblast' di Gorkij dal 1963 al 1966. Nel periodo dal 1968 al 1970, occupò la posizione di Presidente del Comitato delle Organizzazioni Giovanili Sovietiche, mentre tra il 1986 e il 1990 fu segretario, vicepresidente e Presidente delle associazioni di commercio sovietiche (in russo Всесоюзный центральный совет профессиональных союзов, (ВЦСПС)?, Vsesojuznyj central'nyj sovet professional'nych sojuzov, VCSPS). Dal luglio 1990 al gennaio 1991 fu membro del Politburo e segretario del Comitato Centrale del PCUS. Dal dicembre 1990 all'agosto 1991 occupò il ruolo di Vicepresidente dell'Unione Sovietica.
Durante il colpo di Stato di Mosca (19-21 agosto 1991), Janaev fu membro del Comitato statale per lo stato di emergenza, e fu nominato Presidente dell'Unione Sovietica. Fu poi arrestato e messo sotto processo per il suo ruolo di primo piano nell'organizzazione del golpe. Successivamente fu amnistiato grazie ad un decreto della Duma di Stato russa nel 1994. Negli ultimi anni della sua vita ha lavorato come consulente per comitati di veterani e come docente di storia.
È scomparso il 24 settembre 2010 all'età di 73 anni a seguito di una lunga malattia.

## Citazione
(Gennadij Janaev, parlando a una conferenza stampa durante il colpo di Stato contro Gorbačëv)